# Song Jiaoren
Song Jiaoren (ur. 5 kwietnia 1882, zm. 22 marca 1913) – chiński polityk republikański i rewolucjonista, założyciel i pierwszy przywódca Kuomintangu. 
Działał w opozycji antymandżurskiej. W 1905 roku był jednym ze współzałożycieli Ligi Związkowej, w której odgrywał drugą rolę, zaraz po Sun Jat-senie. Po rewolucji Xinhai i proklamowaniu Republiki Chińskiej, w sierpniu 1912 roku doprowadził do połączenia Ligi Związkowej z czterema mniejszymi partiami republikańskimi i utworzenia Chińskiej Partii Narodowej, której został przewodniczącym. 
Stojąc na czele Kuomintangu, poprowadził tę partię do zwycięstwa w przeprowadzonych na początku 1913 roku wyborach parlamentarnych i był typowany jako kandydat na premiera. Zaniepokojony zwycięstwem republikanów prezydent Yuan Shikai usiłował najpierw przekupić Songa, a gdy nie przyniosło to rezultatu, zorganizował 20 marca 1913 roku w Szanghaju zamach na jego życie. Ciężko ranny Song zmarł dwa dni później.

## Życiorys

### Młodość
Urodził się w 1882 roku w Taoyuan w prowincji Hunan. W wieku sześciu lat rozpoczął edukację w szkole prywatnej. W wieku siedemnastu lat ukończył szkołę średnią, jednak nie przystąpił do egzaminów. Rok po porażce powstania bokserów spotkał w Wuchangu działacza rewolucyjnego Huanga Xinga, który wciągnął Songa do ruchu antymandżurskiego. W 1904 roku dwójka działaczy założyła Towarzystwo Odrodzenia Chin. 
Pracował jako nauczyciel w prywatnej szkole średniej, równocześnie prowadził tajną działalność rewolucyjną. W 1904 roku wraz z innymi działaczami zaplanował zamach bombowy na budynki rządowe w Changsha, plany te zostały odkryte a Song musiał uciec z kraju. Wyemigrował do Japonii, w której przebywali Czang Kaj-szek i Sun Jat-sen. W 1905 roku poznał Sun Jat-sena, który wraz z Song Jiaorenem założył Ligę Związkową, zmierzającą do obalenia w Chinach reżimu mandżurskiego.

### Rewolucja Xinhai
Jesienią 1911 roku w Chinach wybuchła rewolucja, która do historii przeszła jako rewolucja Xinhai. Rewolucja była dziełem establishmentu, który zdecydował o tym że dynastia mandżurska nie jest już w stanie chronić interesów chińskiej elity. Po wybuchu rewolucji Song powrócił do kraju. 
Jako że lider Ligi Związkowej Sun Jat-sen był w kraju nieobecny, do rywalizacji o stanowisko prezydenta nowo powstałej republiki stanęli pozostali liderzy Ligi Związkowej, wśród których znalazł się Song Jiaoren. Ostatecznie tymczasowym prezydentem został Sun, między dwójką działaczy wywiązał się konflikt. Song uważał, że urząd prezydenta powinien być jedynie symboliczny, a wprowadzony powinien zostać system parlamentarny.
25 sierpnia 1912 roku Song przekształcił Ligę Związkową w Kuomintang, jednocześnie do partii włączono cztery mniejsze partie. Song poprowadził partię do wyborów parlamentarnych zaplanowanych na koniec 1912 roku. Kuomintang w obu izbach parlamentu zdobył około 45% miejsc.

## Zamach
Song był typowany jako jeden z kandydatów na premiera. Uważany był za zwolennika demokracji w stylu zachodnim. Wdał się w konflikt z prezydentem Yuanem Shikaiem, który dążył do ponownej budowy w kraju dyktatury a nawet restauracji cesarstwa. Yuan próbował przekupić Songa - podczas jednego ze spotkań prezydent próbował wręczyć Songowi książeczkę czekową, Song odrzucił propozycję korupcyjną. Odrzucenie propozycji rozzłościło środowisko prezydenta, które wynajęło płatnego zabójcę wywodzącego się z jednego z gangów z Szanghaju.
Song został postrzelony 20 marca 1913 roku. Został przewieziony do szpitala, kulę wyjęto, jednak wdarło się zapalenie otrzewnej. Polityk zmarł po dwóch dniach. Zamachowcem był były żołnierz Yin Kuicheng. 
Śmierć Songa zapoczątkowała kilkunastoletni okres anarchii, która zakończyła się po zjednoczeniu kraju przez komunistów w 1949 roku.